# Joyosuran
Joyosuran is een bestuurslaag in het regentschap Surakarta van de provincie Midden-Java, Indonesië. Joyosuran telt 8827 inwoners (volkstelling 2010).